# Agnieszka Grzybek
Agnieszka Magdalena Grzybek (ur. 6 lutego 1970) – polska polonistka i feministka, współprzewodnicząca Partii Zieloni w latach 2008–2010 i ponownie w latach 2011–2015, tłumaczka i publicystka, działaczka organizacji pozarządowych.

## Życiorys

### Edukacja
Absolwentka Wydziału Polonistyki Uniwersytetu Warszawskiego. Pracę magisterską o romantycznej podmiotowości napisała pod kierunkiem prof. Marii Janion. Tłumaczy książki z zakresu szeroko pojętej humanistyki oraz feminizmu i problematyki równościowej (m.in. słownik Sto haseł o równości. Podręczny słownik pojęć dotyczących równości kobiet i mężczyzn w sferze zatrudnienia i polityki społecznej), równych szans i polityki rodzinnej (podręcznik UNDP Polityka równości płci w praktyce, Ekonomia i płeć pod red. A. G. Dijkstra, J. Plantega, Nowa singielka K. Trimberger). Współautorka i współredaktorka (z Joanną Piotrowską) książki Polityka a płeć (Fundacja im. H. Bölla, Warszawa 2005).
Jest też absolwentką Szkoły Praw Człowieka organizowanej przez Helsińską Fundację Praw Człowieka (1998) i Institute for Women’s Global Leadership organizowanego przez Center for Women’s Global Leadership, Rutgers University (2001).
W 2021 ukończyła studia na Wydziale Prawa i Administracji Uniwersytetu Warszawskiego.

### Działalność społeczna
Od 1997 związana z polskim ruchem kobiecym. W latach 1997–2005 pracowała w Ośrodku Informacji Środowisk Kobiecych (OŚKa), któremu dyrektorowała w latach 2002–2005. Współzałożycielka i członkini Porozumienia Kobiet 8 Marca, nieformalnej grupy kobiet organizującej co roku Manify – uliczne manifestacje w obronie praw kobiet. W 2000 prowadziła na niej konferansjerkę. Obecnie koordynuje program „Demokracja płci/Polityka kobiet” w Fundacji im. Heinricha Bölla. Była związana z blogiem Bez jaj.
W latach 2002–2005 członkini Rady Programowo-Konsultacyjnej przy Pełnomocniczce Rządu ds. Równego Statusu Kobiet i Mężczyzn oraz Komitetu Monitorującego Inicjatywę Wspólnotową EQUAL. W latach 2004–2005 członkini Rady European Women’s Lobby, jednej z największych kobiecych organizacji pozarządowych działających na szczeblu UE. W 2004 zainicjowała akcję protestacyjną przeciw obniżeniu rangi urzędu pełnomocnika rządu ds. równego statusu kobiet i mężczyzn (kiedy funkcję pełniła Magdalena Środa). Jedna z głównych inicjatorek akcji „Reanimacja demokracji. Marsz Równości Idzie Dalej” i powołania Komitetu Solidarności z Poznaniem.
Została członkinią zespołu „Krytyki Politycznej” oraz rady programowej Kongresu Kobiet.

### Działalność polityczna
Od 2005 działa w Partii Zieloni (działającej do 2013 roku pod nazwą Zieloni 2004). Od marca 2008 do kwietnia 2010 była jej przewodniczącą, ponownie pełniła tę funkcję od grudnia 2011 do roku 2015. Koordynowała akcję Refundacja. Startowała w wyborach parlamentarnych w 2005 z listy SDPL w okręgu łódzkim, gdzie zdobyła 606 głosów (trzeci wynik na liście), rok później ubiegała się o mandat radnej Warszawy z listy Sojuszu Lewicy Demokratycznej.
Dwukrotnie była pełnomocniczką wyborczą komitetu wyborczego Zielonych: w 2006 (wybory samorządowe) i 2007 (wybory przyspieszone do Sejmu i Senatu). W wyborach samorządowych koordynowała wybory w Warszawie. Od lutego 2007 należała do Rady Green European Institute.
W eurowyborach w 2009 startowała do Parlamentu Europejskiego z listy komitetu Porozumienie dla Przyszłości – CentroLewica, który nie przekroczył progu wyborczego. W 2011 była kandydatką do Sejmu na warszawskiej liście SLD.
W eurowyborach w 2014 startowała z pierwszego miejsca na liście Komitetu Wyborczego Partii Zieloni w okręgu warszawskim (komitet zarejestrował listy jedynie w części okręgów).